# J. V. Jones
Julie Victoria Jones (* 1963 in Liverpool) ist eine englische Fantasyautorin.

## Leben
Nach ihrem Umzug in die USA arbeitete sie zunächst im Marketing einer Softwarefirma, um sich dann auf das Schreiben von Fantasyromanen zu verlegen. Ihren Durchbruch feierte Jones Mitte der 1990er Jahre mit der Book of Words-Trilogie. Internationale Anerkennung fand sie vor allem mit dem düsteren, noch nicht abgeschlossenen Sword of Shadows-Romanzyklus. J. V. Jones lebt derzeit in San Diego, Kalifornien.

## Werke

### Das Buch der Worte (Book of Words)
Alle übersetzt von Rainer Schumacher.
- The Baker's Boy, Aspect / Warner Books 1995, ISBN 0-446-67097-9
  - Melliandra, Bastei Lübbe 1997, ISBN 3-404-28304-X
- A Man Betrayed, Aspect / Warner Books 1996, ISBN 0-446-67098-7
  - Der Thronräuber, Bastei Lübbe 1997, ISBN 3-404-28309-0
- Master and Fool, Aspect / Warner Books 1996, ISBN 0-446-67096-0
  - Herr und Narr, Bastei Lübbe 2001, ISBN 3-404-20409-3

### Das Schwert der Schatten (Sword of Shadows)
Alle übersetzt von Regina Winter.
- A Cavern of Black Ice, Orbit 1999, ISBN 1-85723-694-7
  - Das dunkle Herz der Nacht, Bechtermünz 1999, ISBN 3-8289-6703-5
  - Im Schatten von Spire Vanis, Bechtermünz 1999, ISBN 3-8289-6704-3
- A Fortress of Grey Ice, Orbit 2002, ISBN 1-85723-770-6
  - Festung der toten Augen, Droemer Knaur 2003, ISBN 3-426-70176-6
  - Im Zeichen des Raben, Droemer Knaur 2003, ISBN 3-426-70177-4
- A Sword from Red Ice, Orbit 2007, ISBN 1-84149-117-9
- Watcher of the Dead, Orbit 2010, ISBN 978-0-7481-2094-9

### Einzelroman
Beide übersetzt von Rainer Schumacher.
- The Barbed Coil, Aspect / Warner Books 1997, ISBN 0-446-52109-4
  - Die ewige Krone, RM-Buch-und-Medien-Vertrieb 2003, keine ISBN
  - Krone aus Blut, RM-Buch-und-Medien-Vertrieb 2003, keine ISBN